# Daniela Ospina
Daniela Ospina Ramírez (Itagüí, 22 de septiembre de 1992) es una modelo, jugadora profesional de voleibol y empresaria colombiana. Jugaba para el equipo VP Madrid.

## Biografía
Daniela Ospina Ramírez nació el 22 de septiembre de 1992 en Itagüí, Antioquia, Colombia. Debutó como jugadora  en el Itagüí Voleibol Club. Posteriormente jugó en el Sabaneta Voleibol Club, el Club Leca de Portugal y en la actualidad juega en el equipo Voley Playa Madrid. Hizo parte de las Selecciones Antioquia y Selección Colombia de Voleibol.
En el 2016 debutó en el modelaje haciendo campañas para la marca de ropa deportiva BrandFit Colombia. También fue la imagen principal de una empresa colombiana de pantalones.
En este mismo año participó  en el programa de televisión Bailando con las Estrellas producido por el canal colombiano RCN Televisión, allí duró un mes y fue la quinta eliminada. El 6 de abril de 2016 se graduó en Administración de Empresas, siendo su alma mater es la Institución Universitaria Politécnico Grancolombiano.[cita requerida]
En el año 2017, Daniela lanzó su propia línea de ropa deportiva llamada Danfive.

## Vida personal
Daniela es la hermana menor de David Ospina, portero del Atlético Nacional y de la Selección Colombia y exesposa del también jugador de la Selección de Colombia James Rodríguez, con quien se casó el 24 de diciembre de 2010. Tienen una hija juntos, llamada Salomé Rodríguez Ospina, nacida el 29 de mayo de 2013. La pareja anunció su separación el 27 de julio del 2017 tras 6 años de matrimonio. 
Después de su separación de James Rodríguez, regresó a vivir a Medellín con su hija. En 2019, se instaló en Miami, donde actualmente reside.[cita requerida]

## Equipos
- Itagüí Voleibol Club
- Sabaneta Voleibol Club
- Leca de Portugal
- VP Madrid

## Palmarés
| Equipo                 | Competencia                 | País     | Año  |
| ---------------------- | --------------------------- | -------- | ---- |
| Itagüí Voleibol Club   | Liga Antioqueña de Voleibol | Colombia | 2007 |
| Sabaneta Voleibol Club | Liga Antioqueña de Voleibol | Colombia | 2009 |
| Selección Antioquia    | Campeonato Nacional Juvenil | Colombia | 2010 |
| VP Madrid              | Superliga Femenina 2        | España   | 2015 |